# Laurinöl

Allgemeine chemische Struktur von Ölen, wie Laurinöl. Darin sind R^{1}, R^{2} und R^{3} Alkylreste mit vorwiegend 11 Kohlenstoffatomen oder in untergeordneten Anteilen Alkenylreste mit einer meist ungeraden Anzahl von Kohlenstoffatomen. Laurinöl ist, wie andere Öle, ein Gemisch von Triestern des Glycerins.

Als Laurinöle bzw. laurische Öle werden zusammenfassend die Pflanzenöle Kokosöl, Babassuöl und Palmkernöl bezeichnet. Die Zusammenfassung erfolgt aufgrund des hohen Anteils an Laurinsäure, die in den Ölen vorhanden ist. Statt des Begriffs Laurinöl werden meist die einzelnen Pflanzenöle (Kokosöl, Palmkernöl) direkt genannt.
Laurinöl zählt zu den wichtigsten pflanzlichen Ölen und wird sowohl in der Nahrungsmittelindustrie als auch zur Gewinnung von Bioenergie und als Einsatzstoff in der chemischen Industrie genutzt. 2004 verbrauchte die chemische Industrie in Deutschland rund 400.000 Tonnen Laurinöl, das ist ein Drittel des gesamten Verbrauchs der chemischen Industrie an tierischen und pflanzlichen Fetten und Ölen. Die Eigenschaften der Laurinsäure stellen dabei die Basis dar für die Produktion von Shampoo, Rasierseife, Seife und anderen Detergentien.